# Lunella
Lunella is een geslacht van weekdieren uit de klasse van de Gastropoda (slakken).

## Soorten
- Lunella cinerea (Born, 1778)
- Lunella coronata (Gmelin, 1791)
- Lunella correensis (Récluz, 1853)
- Lunella granulata (Gmelin, 1791)
- Lunella jungi (Lai, 2006)
- Lunella moniliformis Röding, 1798
- Lunella ogasawarana Nakano, Takashashi & Ozawa, 2007
- Lunella smaragda (Gmelin, 1791)
- Lunella torquata (Gmelin, 1791)
- Lunella undulata (Lightfoot, 1786)
- Lunella viridicallus Jousseaume, 1898